# Puy-Guillaume
 Puy-Guillaume  es una población y comuna francesa, situada en la región de Auvernia, departamento de Puy-de-Dôme, en el distrito de Thiers y cantón de Châteldon.

## Demografía
| 2413 | 2420 | 2595 | 2707 | 2634 | 2624 |
| Para los censos de 1962 a 1999 la población legal corresponde a la población sin duplicidades (Fuente: INSEE [Consultar]) |      |      |      |      |      |